# Малиновка (Каратузский район)
Малиновка — деревня в Каратузском районе Красноярского края, входит в Таятский сельсовет

## География
Расположена в 4 км к северу от села Таяты, в 68 км от районного центра, на правом берегу реки Казыр.

## История
Основана в 1907 г. В 1926 году состояла из 16 хозяйств, основное население — русские. В составе Таятского сельсовета Каратузского района Минусинского округа Сибирского края.

## Население
| 1926 | 2010 | 2012 |
| ---- | ---- | ---- |
| 87   | ↘36  | ↗42  |